# Lítov
Lítov (németül: Littengrün) Habartov településrésze Csehországban a Karlovy Vary-i kerület Sokolovi járásában. Központi községétől 3 km-re délnyugatra fekszik. A 2001-es népszámlálási adatok szerint 43 lakóháza és 102 lakosa van.